# Usul (música)
El usul en música clásica otomana es un ciclo rítmico subyacente que complementa el ritmo melódico y algunas veces contribuye a dar forma a la estructura general de una pieza musical. 

## Descripción
Un usul puede ser tan breve como dos pulsos o tan largo como 128 pulsos. Usul suele traducirse como "metro", pero usul y metro no son exactamente lo mismo. Ambos están repitiendo los patrones rítmicos con estructuras internas más o menos complejas de los pulsos de duración y peso variable. Sin embargo, un estudiante que aprende música turca según el sistema tradicional mesk primero memoriza el usul cinéticamente golpeando las rodillas con las manos. El estudiante entonces canta la composición vocal o instrumental, mientras interpreta el usul subyacente. Este sistema pedagógico ayuda al estudiante a memorizar la composición, mientras asimila la estructura rítmica subyacente.
Los patrones estándar de usul se representan mediante vocablos construidos a partir de combinaciones de las sílabas düm, dü-um, tek, tekkyaa, teke, te-ek, donde düm, dü-um indican un ritmo fuerte bajo de duración individual o doble; y tek, tekkya, teke, te-ek indican varias combinaciones de pulsos ligeros de duración media, individual o doble. Los usul largos (por ejemplo 28/4, 32/4, 120/4) son estructuras métricas compuestas que subyacen a secciones más largas de composiciones enteras.
En la época otomana el usul fue interpretado por percusionistas. Los tambores son generalmente omitidos en las interpretaciones modernas a excepción de Mevlevi. Cuando se toca música para la ceremonia Mevlevi, los percusionistas tradicionalmente tocan (velveleli) versiones ornamentadas de los usuls.
Las improvisaciones instrumentales (taksim) y las improvisaciones vocales (gazal, mersiye, etc.) se realizan generalmente ritmo libre, sin usul. 
El homólogo melódico del modo rítmico usul es el modo melódico denominado makam. El sistema paralelo al usul en la música de la India es la tala.

## Usul
- 02-) Nimsofyan
- 03-) Semai
- 04-) Sofyan
- 05-) Türkaksağı
- 06-) Yürüksemai, Senginsemai, Ağırsemai
- 07-) Devrihindi, Devrituran
- 08-) Düyek, Ağırdüyek
- 09-) Aksak
- 10-) Gülşen
- 11-) Yürüksemâî
- 12-) Semâî (vals)(3/4ⓘ)
- 13-) Senginsemaî
- 14-) Aksaksemaî
- 15-) Ağır Aksaksemaî
- 16-) Artık Aksaksemaî
- 17-) Türk Aksaksemaîsi
- 18-) Arab Aksaksemaîsi
- 19-) Zafer
- 20-) Türk Aksağı (Süreyya)
- 21-) Çiftesofyan (Raksaksağı)
- 22-) Aksak
- 23-) Ağır Aksak
- 24-) Aksak Sofyan
- 25-) Oynak
- 26-) Kadîm Evfer
- 27-) Evfer
- 28-) Ağır Evfer
- 29-) Nimevfer
- 30-) Durakevferi
- 31-) Firenkçin
- 32-) Fi rengi Fer'
- 33-) F e r '
- 34-) Katakofti (Müsemmen)
- 35-) Bulgar Darbı (Darbıbulgar)
- 36-) Türk Darbı (1. Şekil)
- 37-) Türk Darbı (2. Şekil)
- 38-) Türk Darbı (3. Şekil)
- 39-) Hünerdarb
- 40-) Tekvuruş
- 41-) Karadeniz
- 42-) Raksan
- 43-) Aksak Semaî Evferi
- 44-) Hefta
- 45-) Devrihindî
- 46-) Mandra (Devrituran)
- 47-) Nimdevir
- 48-) Mevlevi Devrirevani
- 49-) Devrirevan
- 50-) Dolap
- 51-) Devritürkî
- 52-) Darbıarabî
- 53-) Nazlı Devrihindî
- 54-) Devrikebîr
- 55-) Nimevsat
- 56-) Evsat
- 57-) Dilruba
- 58-) Fahte
- 59-) Lenkfahte (Nimfahte)
- 60-) Şirin
- 61-) Hezeç
- 62-) Harzem
- 63-) Çenber
- 64-) Ağır Çenber
- 65-) Muhammes
- 66-) Nimberefşan
- 67-) Berefşan
- 68-) Nimhafîf
- 69-) Hafîf
- 70-) Nimsakîl
- 71-) Sakîl
- 72-) Remel
- 73-) Havî
- 74-) Darbıfetih
- 75-) Zencîr
- 76-) Darbeyn
- 77-) Bektaşîraksı
- 78-) Darbıkürdî